# Nikolaus von Oldenburg-Delmenhorst
Nikolaus von Oldenburg-Delmenhorst (* unbekannt; † 8. Dezember 1447 in Delmenhorst) war von 1421 bis 1434 Erzbischof von Bremen. Er war ein Sohn und Nachfolger des Grafen Otto IV. (VII.) von Delmenhorst (1367–1447) aus dessen Ehe mit Richarda von Tecklenburg.
Schon während der Amtszeit Johannes II. von Schlamstorf verpfändete Graf Otto IV. 1414 hoch verschuldet seine Grafschaft Delmenhorst dem Stift Bremen. Er stellte sogar die Eingliederung in das Stift in Aussicht, wenn sein in den geistlichen Stand getretener Sohn Nikolaus zum Erzbischof gewählt werden würde. Nachdem dieser versprochen hatte, keine Stiftsgüter zu verpfänden, übertrug Nikolaus am 20. Dezember 1420 Burg und Herrschaft Delmenhorst dem Erzstift, empfing diese dann als Lehen zurück und wurde folgerichtig am 16. Januar 1421 zum Erzbischof gewählt. Was als lukrative Erweiterung des Erzstiftes geplant war, geriet aber zu einem Fehlschlag.
Nikolaus erwies sich als sehr streitbar und ließ sich immer wieder in kostspielige Kriegszüge und Fehden hineinziehen. 1425 lag er im Streit mit den Herzögen von Braunschweig-Lüneburg, überfiel zu Weihnachten das mit den Herzögen verbündete Verden und löste damit die Horneburger Fehde aus, die über 18 Jahre lang zu gegenseitigen Raubzügen führte. Erst nachdem 1443 die Horneburger Burgmannschaft Urfehde schwören musste, konnte man den Raubzügen Einhalt gebieten.
1426 zog er mit Bremen und fürstlichen Verbündeten wie etwa Dietrich von Oldenburg gegen die Friesen. Dieser Kriegszug endete in einem Debakel, nach einer schweren Niederlage bei Detern geriet Nikolaus in Gefangenschaft. Dem Bremer Rat gelang es allerdings, Nikolaus ohne Lösegeldzahlung wieder frei zu bekommen.
Um die Kosten der Kriegszüge zu decken, war Nikolaus gezwungen, entgegen seinem Versprechen immer mehr Stiftsgüter zu verpfänden. Aufgrund der desolaten Finanzlage zwangen das Domkapitel und der Bremer Rat Nikolaus 1432 dazu, Graf Otto von Hoya als Administrator anzunehmen. Dieser versprach sich davon, die Stiftsschulden zu übernehmen mit dem Ziel, Nikolaus als Erzbischof nachzufolgen. Er bekam dafür die Burg Langwedel als Pfand. Der Bremer Rat hatte aber mit den Herzögen von Lüneburg ein Abkommen getroffen, dem später auch der Verdener Bischof Johannes III. von Asel und die Grafen von Hoya beitraten. Diese planten, den Lüneburger Abt Baldwin II. von Wenden als Erzbischof einzusetzen. Im Winter 1432/33 kam es zu einer Fehde zwischen dieser Koalition und Otto von Hoya, die im Frühjahr 1433 beigelegt werden konnte. Nikolaus resignierte 1435 zugunsten Baldwins, bekam aber Delmenhorst zusammen mit Hagen und einiger anderer Ländereien zu seiner Altersversorgung zurück. Diese Ländereien sollten nach Nikolaus Tod zurückgegeben werden.
Nikolaus widerrief 1436 die im Zuge der Abdankung vereinbarten Verträge und überschrieb Delmenhorst der Grafschaft Oldenburg. Das Erzstift konnte seine Rechte nach dem Tod Nikolaus nicht geltend machen, da diese Überschreibung durch den Bremer Rat gedeckt war. Dietrich von Oldenburg hatte diesem 2000 Gulden dafür gezahlt.
Nikolaus gilt als der letzte legitime Vertreter der sogenannten Älteren Linie Delmenhorst, deren Angehörige als eigenständige Nebenlinie des Oldenburger Grafenhauses seit 1278 der Grafschaft Delmenhorst vorstanden und die mit ihm endete. Seine illegitimen Söhne wurden Geistliche.